# Smečno (přírodní památka)
Smečno je přírodní památka v okrese Kladno. Nachází se na severozápadním okraji města Smečno v nadmořské výšce 309–396 m. Chráněné území s rozlohou 75,62 ha na rozhraní geomorfologických celků Džbán a Pražská plošina bylo vyhlášeno 23. července 2012. Důvodem jeho zřízení je ochrana evropsky významné lokality Natura 2000 s výskytem silně ohroženého brouka páchníka hnědého (Osmoderma barnabita).
Chráněné území je přístupné třemi turistickými trasami a vede jím silnice třetí třídy ze Smečna do Nové Vsi.